# Шукуров, Акбар Сафарович
Акбар Сафарович Шукуров(узб. Shukurov Akbar Safarovich) — государственный деятель Республики Узбекистан, хоким Самарканда.

## Биография
Акбар Сафарович занимал должность первого заместителя председателя правления «Узбекистон темир йуллари». Занимал место первого заместителя начальника Государственной инспекции по надзору за безопасностью железнодорожных перевозок (Узгосжелдорнадзор). С апреля 2018 года до января 2021 года — хоким Джизака. Заместитель председателя Комитета автомобильных дорог при Министерстве транспорта и одновременно глава предприятия «Узйулкукаламзорлаштириш».